# Уеб
World Wide Web (Уърлд уайд уеб; съкратено WWW или W3; още The Web, буквално „Паяжината“), наричана също световна мрежа, мрежата или само уеб, е информационна система от взаимно свързани хипертекстови документи, достъпни през интернет. Документите в World Wide Web, наричани уеб страници, могат да съдържат текст, изображения, видео и други мултимедийни компоненти, а преминаването от един документ към друг се осъществява с помощта на хипервръзки. Зареждането на страниците при поискване от страна на потребителя (известно като браузване, сърфиране или навигиране в интернет) се основава на архитектурата клиент-сървър, като браузърът подава заявка като клиент по комуникационен протокол към уеб сървъра, където са разположени търсените страници.
Идеята за World Wide Web е представена в документа Information Management: A Proposal на 12 март 1989 от английския инженер Тим Бърнърс-Лий, който ръководи и нейната първа реализация в мрежата на Европейската организация за ядрени изследвания (ЦЕРН) в края на 1990 г. Днес това е една от основните интернет услуги и понякога двете понятия се използват като взаимно заменяеми, макар това да е неточно. По-скоро интернет е фундаментът, а Уърлд уайд уеб е надстройката.

## Терминология
Термините „интернет“ и „уеб“ биват употребявани често, без да се прави разлика между тях, но те са за различни неща. Интернет е глобалната система от взаимно свързани компютърни мрежи, докато уеб е една от услугите, предлагани по интернет. По-конкретно уеб е колекцията от документи и други ресурси, които са свързани посредством хипервръзки и URL, намиращи се на уеб сървъри, които биват доставяни на потребителите с уеб браузъри.

## История
Началото на уеб е поставено от Тим Бърнърс-Лий, сътрудник на ЦЕРН в Женева, Швейцария. Първите хипертекстови системи се появяват още през 1960-те години, но Бърнърс-Лий пръв прилага тази технология към разпределена компютърна мрежа. През 1989 г. той отправя предложение до ръководството за създаване на хипертекстова система „Mesh“, която да обслужва информационните нужди на ЦЕРН. През следващата година Бърнърс-Лий започва работа заедно с белгиеца Робер Кайо и към края на 1990 г. основните компоненти на системата са готови: мрежов протокол HTTP, маркиращ език HTML, първият уеб браузър и редактор WorldWideWeb (преименуван по-късно на Nexus, за да не се бърка с уеб), първият уеб сървър NCSA HTTPd и първите уеб страници, на които е описан самият проект. Те са предназначени за работната станция NeXTcube и затова малко по-късно се налага създаването на прост текстов браузър, който да бъде лесно преносим към различни компютърни системи – Line Mode Browser.
На 6 август 1991 г. Тим Бърнърс-Лий публикува съобщение в Usenet групата alt.hypertext, с което на практика прави информационната система World Wide Web публична услуга, достъпна в интернет. Първият уеб сървър извън Европа започва да функционира месец по-късно в Станфордския линейноускорителен център. През следващите месеци системата постепенно се разпространява в научни центрове в различни части на света. През 1992 година се появяват първите графични браузъри след оригиналния WorldWideWeb, които вече са предназначени за по-широко разпространената операционна система UNIX. Година по-късно се появява и браузърът Mosaic, който играе важна роля в популяризирането на уеба. На 30 април 1993 г. ЦЕРН обявява, че уебът ще може да бъде използван свободно и безплатно от всички. През 1994 г. е основана организацията World Wide Web Consortium, включваща различни заинтересовани организации и имаща за цел утвърждаването на техническите стандарти, свързани с функционирането на уеба.
През втората половина на 1990-те години с все по-широкото разпространение на достъпа до интернет уебът започва да се превръща във важно маркетингово средство. Много предприятия създават свои уеб сайтове, появяват се първите специализирани сайтове за електронна търговия. През 1999 – 2001 г. се стига до т.нар. дот-ком балон, при който голям брой нововъзникнали предприятия се опитват да привлекат значителни капитали към разрастващия се интернет бизнес, но много от тях не оправдават направените инвестиции и фалират.
След 2002 г. достъпът до високоскоростен интернет бързо нараства и се утвърждават успешни бизнес модели, базирани на World Wide Web, като тези на Google, eBay и Amazon.com. През следващите години възникват масови социални мрежи, като MySpace и Facebook. Широко се разпространяват форми за споделяне на съдържание, като блоговете, или системи, при които съдържанието се създава и поддържа от самите потребители, като Уикипедия. Този нов модел за обмен на информация между множество индивидуални потребители често се описва с понятието Web 2.0.

## Уеб страници
Информацията в уеба се съдържа в хипертекстови документи или информационни ресурси, наричани уеб страници. Обикновено те са в HTML или XHTML формат и дават възможност за придвижване (навигиране) към други уеб страници с помощта на хипервръзки. Уеб страниците могат да се състоят от статичен текст или друго съдържание, съхранявано във файловата система на уеб сървъра (статични уеб страници), или да бъдат генерирани от софтуер на сървъра при заявка за четене на страницата от браузър (динамични уеб страници).
Най-често уеб страниците са групирани в уеб сайтове: съвкупности от страници, които се допълват функционално, имат сходен дизайн и обикновено са разположени в един домейн и на един уеб сървър. Има сайтове, които съдържат голям брой страници. Например Уикипедия съдържа милиони страници с различно съдържание и функционалност – енциклопедични статии, страници за обсъждане, прозорци за редактиране, списъци на редакторите на дадена статия и други.
Все по-често се създават интерактивни уеб приложения, като един от похватите е Ajax. При него се използва асинхронен обмен на малки порции данни „зад кадър“, като така информацията на уеб страницата се променя само частично и тя се зарежда по-бързо. По този начин се намалява количеството информация, трансферирано между сървъра и клиента и така се повишават скоростта и функционалността на страниците.

## Начин на функциониране
Достъпът до уеб страница или друг ресурс се осъществява или като се изпише адрес в адресната лента на браузъра, или като се щракне върху хиперлинк, наличен на друга страница. При това браузърът изпраща серия от комуникационни съобщения към уеб сървъра за да получи достъп до, да изтегли и да изобрази страницата. През 90-те години на 20 век се възприемат термините браузване, сърфиране или навигиране за описание на процеса на последователен достъп до уеб страници. Още в началото маркетинговите агенции започват да изследват поведението на потребителите в уеба, за да използват максимално потенциала му за реклама..

Стъпките за достъп до страница с адрес http://www.example.org/home.html са следните: първо браузърът свързва част от URL (www.example.org) с IP адреса на уеб сървъра, хостващ страницата, с помощта на глобалната база данни Domain Name System (DNS), например IP адрес 203.0.113.4. Следващата стъпка е изпращане на HTTP заявка през интернет към уеб сървъра. Заявката се изпраща на определен порт, заложен в модела на протокола TCP/IP, така че приемащият компютър може да различи HTTP заявка от другите мрежови протоколи. HTTP протоколът използва обикновено порт 80. Съдържанието на заявката може да е само два реда, например: www.example.org]
```
GET
 
/home.html
 
HTTP
/
1.1

Host
:
 
www.example.org

```

Първият ред съдържа версията на HTTP, а вторият – домейна на уеб сървъра. Ако уеб сървърът може да изпълни заявката, той изпраща отговор към браузъра. Този отговор може да бъде например:
```
HTTP
/
1.0
 
200
 
OK

Content-Type
:
 
text/html; charset=UTF-8

```

и следва съдържанието на поисканата страница. Програмата на една примерна страница, написана с HTML, може да изглежда така:
```
<
html
>

  
<
head
>

    
<
title
>
Example.org – The World Wide Web
</
title
>

  
</
head
>

  
<
body
>

    
<
p
>
The World Wide Web, abbreviated as WWW and commonly known ...
</
p
>

  
</
body
>

</
html
>

```

Браузърът анализира (на английски: parses) този HTML програмен код и интерпретира командите (<title> за заглавията, <p> за абзаците) така, че да форматира текста. Освен текст, уеб страниците могат да съдържат и хипервръзки към други ресурси като снимки, скриптове, Cascading Style Sheets (CSS), които имат значение при изобразяването. Браузърът тогава отправя допълнителни HTTP заявки към уеб сървъра за тези и други интернет медийни формати. След получаването на необходимото съдържание от уеб сървъра, браузърът изобразява страницата.

### Хипервръзки
Повечето уеб страници съдържат хипервръзки, водещи към различни уеб ресурси: подстраници, препратки към други сайтове, файлове за сваляне и други. В HTML кода на страницата това се програмира по следния начин: <a href=„http://example.org/wiki/Main_Page“>Example.org, a free encyclopedia</a>. Синтаксисът е следният: тагът за хиперлинк <a href=„В кавички се поставя на къде сочи хиперлинкът“, след което се затваря отварящият таг> между двата тага се поставя какво да се изобрази на страницата, след което се затваря</а> example.org].
Обединените по този начин ресурси, свързани помежду си чрез хипертекст линкове се нарича мрежа (уеб) от информация. Публикация в интернет се нарича по наименованието първо дадено от Тим Бърнърс – WorldWideWeb (УърдУайдУеб) (в оригинал изписването е било с т.нар. стил CamelCase, което по-късно било преустановено) през ноември 1990 г.

### Уеб адреси
Стандартизираните указатели за мрежовия адрес на даден ресурс в интернет или друго пространство се наричат Унифициран локатор на ресурси (на английски: Uniform Resource Locator, URL). Всяка уеб страница има URL, който я идентифицира по уникален начин. Той определя не само адреса в мрежата, но и типа на обекта на конкретния web-възел и идентификатор за метода на достъп до дадения обект. Последната версия на стандарта, дефиниращ синтаксиса и семантиката на URL e RFC 3986. В него URL се определя като частен случай на URI (Uniform Resource Identifier).
URL обикновено се състои от три части:
- Име на протокола, който ще се използва за транспортиране на ресурса
- Име на компютъра, върху който се съхранява ((използва се и съчетанието „се хоства“, от хостинг)) ресурсът
- Име на самия ресурс, дадено като път

Пълният формат на URL е следният (частите, заградени в квадратни скоби, са незадължителни):
```
протокол://[потребител[:парола]@]сървър[:порт][/път[?параметри][#фрагмент]]
```

### Представката www
Често срещаната в системата за имена на домейните и уеб адресит представка www се използва като част от името на конкретната машина (уебсървър), на която се съхранява уеб страницата – например www.example.com.
Използването на www не се изисква от конкретен технически стандарт и има много уеб сайтове, които не го използват. Например исторически първият уеб сървър е бил nxoc01.cern.ch. Според Палаци, работил в ЦЕРН заедно с Тим Бърнърс-Лий, станалото популярно използване на www като поддомейн е случайно: това е била страницата на проекта World Wide Web (www.cern.ch), докато официалната страница на ЦЕРН в същото време е била info.cern.ch, но DNS записите така и не били променени и впоследствие много други организации възприели името на уеб сайта им да се предшества от www. Много утвърдени официални уеб сайтове все още използват тази практика или поддомейни от вида www2, secure или en за специални цели. Много от уеб сървърите са настроени така, че основният домейн (напр. example.com) и поддомейнът www (напр. www.example.com) се отнасят до един и същи сайт; други използват само едната от двете форми или пренасочват към изцяло различен уебсайт.
Използването на поддомейн е полезно при необходимост от баланс на натоварването вследствие на интернет трафика, като се създава т.нар. CNAME record, който сочи към клъстер от уеб сървъри.
В случай че потребителят въведе непълен уеб адрес в адресната лента, някои браузъри се опитват автоматично да добавят представката „www“ в началото и наставката „.com“, „.org“ и „.net“ в края, в зависимост от това, какво липсва. Например, ако се въведе само microsoft, то може да се трансформира в http://www.microsoft.com/ а 'openoffice' в http://www.openoffice.org. Тази характеристика започва да се появява в ранните версии на Firefox, когато все още е с работното име 'Firebird', в началото на 2003 г. Твърди се, че през 2008 Майкрософт получава патент в САЩ за същата идея, но само за мобилни устройства.
Използването на представката www намалява с навлизането на Web 2.0, тъй като уеб приложенията се стремят да направят домейните си лесно произносими и разпознаваеми.
С нарастване на популярността на мобилния уеб услуги като Gmail.com, MySpace.com, Facebook.com и Twitter.com най-често се споменават без добавяне на „www.“ (или „.com“) към домейна.

### Указатели за схема
Браузърите се свързват и обменят информация с уеб сървърите по комуникационни протоколи. Гръбнакът на уеб е използваният за пренос мрежов протокол HTTP (на английски: HyperText Transfer Protocol, за прехвърляне на хипертекст). HTTP е протокол от ниво 7 (според модела на OSI), което го прави изключително гъвкав за използване. Версията HTTP Secure използва криптиране (шифриране) с помощта на SSL или TLS протоколите, което го прави незаменим при уебтрансакции, изискващи повишено ниво на сигурност.
Указателите за схема [http:// и [https://, с които започва всеки URI се отнасят съответно до HTTP или HTTP Secure. Протоколът HTTP е от фундаментално значение за уеба, а добавеният криптиран слой в HTTPS е от съществено значение когато браузърите обработват конфиденциални данни като пароли или банкова информация. Ако http:// <] <] липсва при въвеждането на URI от страна на потребителя, браузърите го добавят автоматично.
Кой е конкретният протокол може да се разбере по началото на мрежовия адрес:
- http:// – протоколът е HTTP. Портът по подразбиране, на който браузърите се опитват да се свържат със сървъра, е 80.
- https:// – протоколът е HTTPS; при него предаваните данни са криптирани. Портът за свръзка по подразбиране е 443.

## Сигурност
С универсалната си достъпност уебът става предпочитана среда за разпространение на малуер. Сред разпространените компютърни престъпления в уеба са кражбата на самоличност (identity theft), измамата, шпионажът. Уеб базираните уязвимости днес надвишават по брой традиционните поводи за загриженост за компютърната сигурност, и според Google една от десет уеб страници съдържа зловреден код. Повечето уеб базирани атаки се осъществяват на напълно редовни уебсайтове и според компанията Sophos повечето от тях се хостват в САЩ, Китай и Русия. Най-честата форма на малуер е внедряването на SQL код в уебсайта. Уебът е също уязвим и за атаки от типа междусайтов скрипт cross-site scripting (XSS), които се появяват с въвеждането на JavaScript и в известна степен се засилват от методите за уеб дизайн, ползващи Web 2.0 и Ajax, благоприятстващи скриптовете. Според една съвременна оценка, 70% от всички уебсайтове са уязвими за XSS атаки. Друга заплаха за уеб е фишингът. Според някои оценки глобалните загуби от фишинг се оценяват на 1,5 милиарда долара за 2012 г.

## Защита на личната информация
Когато уеб страницата изисква и потребителят отговаря с личната си информация като истински имена, адрес, имейл, може да се осъществи връзка между текущия уеб трафик и потребителя. Ако уеб сайтът използва HTTP бисквитки, разпознаване на потребителско име и парола или други техники за проследяване, свързването между предишни или последващи уеб посещения с личната информация ще бъде възможно. Така уеб базирана организация ще може да създаде профил на отделните потребители, които ползват сайта. Ще може да създаде запис за потребителя, който съдържа информация за неговите интереси, хобита, професия и други аспекти на техния демографски профил. Тези профили обикновено представляват интерес за търговци, рекламни агенции и други. В зависимост от условията за ползване на уебсайта и на действащите закони тази информация може да бъде продавана, разпространявана или предавана на други организации без знанието на потребителя. За много хора това значи малко повече от нежелани имейли във входящата поща и необичайно релевантно рекламиране на следващи уеб страници. За други това означава, че отстъпването пред този необичаен интерес може да се превърне в бъдещ прилив на насочен маркетинг, който може да не е добре дошъл. Изпълнението на законите, контра тероризмът и шпионските агенции могат също да идентифицират, набелязват и следят потребители на база на интересите, които са описани в интернет.
Социалните мрежи правят опити да убедят потребителите си да представят техните истински имена, интереси и местоположение. Това прави преживяването в социалните мрежи по-реалистично и така задържа повечето си потребители. От друга страна, източниците на някои снимки и необмислени твърдения могат да бъдат идентифицирани и по-късно могат да съжаляват за публикуването им. Онлайн хулигани могат да използват лична информация, за да тормозят и преследват потребители. Модерните социални мрежи предоставят добър контрол на личните настройки за всяка отделна публикация, но те могат да бъдат сложни за намиране и употреба, особено за начинаещите.
Някои снимки и видеота, публикувани в сайтове причиняват проблеми, тъй като лицето на даден човек може да бъде добавено в онлайн профил. С техника за разпознаване на лица, ще бъде възможно лице да бъде свързано с друго, допреди това анонимно. Заради кеширането и копирането на изображения премахването на снимка от уеб пространството е трудно.

## Стандарти
Работата на софтуера, необходимите техническите изисквания за обмен на информация между компютрите, както и други аспекти на уеб са стандартизирани. Част от документацията се изработва от организацията Уърлд Уайд Уеб Консорциум (World Wide Web Consortium (съкратено W3C)), оглавявана от Бърнърс-Лий, като в стандартизирането на уеб технологиите вземат участие и много други личности, организации и компании.
Някои от най-важните документи, които се обсъждат:
- Препоръки за маркиращ език, особено за HTML и XHTML. Те определят структурата и начина на възпроизвеждане на хипертекст документи – от W3C.
- Препоръки за стилизиране на сайтове, по-специално CSS от W3C.
- Стандарти за ECMAScript (обикновено за JavaScript) – от Ecma International.

Допълнителни текстове дават определение за други важни технологии за уеба, като например:
- Унифициран идентификатор на ресурси (Uniform Resource Identifier (URI)), което е универсално за препратки към източници в интернет, като хипертекст документи и снимки. URI-тата, често са наричани URLs, са дефинирани от IETF.
- Протоколът за трансфер на хипертекст (HTTP), дефинира начина, по който браузърът и сървърът осъществяват връзката помежду си.

## Уеб кеширане
Всеки път, когато уеб сървърът получи заявка за дадена страница, той я идентифицира и обикновено записва IP адреса, от който е отправена заявката. От друга страна, при потребителя също се записва информация: освен ако не им е изрично зададено обратното, повечето уеб браузъри обикновено записват голяма част от съдържанието на заявената страница локално. Този процес се нарича кеширане. Освен ако не се използва криптирането HTTPS, уеб заявките и отговорите, които се изпращат могат да бъдат видяни, записани и кеширани и от междинни системи.